# Bondakase
Bondakase is een bestuurslaag in het regentschap Mandailing Natal van de provincie Noord-Sumatra, Indonesië. Bondakase telt 731 inwoners (volkstelling 2010).